# Gordius fulgur
Gordius fulgur  (лат.) — вид паразитических червей из группы волосатиков (Gordiidae, Gordiida). Юго-Восточная Азия (Индонезия, Мьянма, Непал, Япония). Длина самцов 400—700 мм, самок — 1000—1600 мм. Максимальная длина тела до 2,29 м. Крупнейший представитель всего типа волосатики (Nematomorpha). Паразитируют на насекомых.